# Le Haut-Corlay
Le Haut-Corlay település Franciaországban, Côtes-d’Armor megyében. Lakosainak száma 650 fő (2022. január 1.). Le Haut-Corlay Le Vieux-Bourg, Canihuel, Corlay, La Harmoye, Saint-Bihy és Saint-Martin-des-Prés községekkel határos.

## Népesség
A település népességének változása:
| Lakosok száma | 851  | 751  | 734  | 707  | 689  | 689  | 659  | 644  | 645  | 650  |
|               | 1968 | 1982 | 1990 | 2006 | 2013 | 2015 | 2017 | 2019 | 2020 | 2022 |